# Aachener TG
Die Aachener Turn-Gemeinde 1862 e. V. (kurz: ATG oder Aachener TG) ist einer der ältesten und größeren Sportvereine in Aachen. Sie wurde am 13. Januar 1862 als reiner Turnverein gegründet und besteht aus sieben Abteilungen. In diesen betreiben mehr als 1000 Vereinsmitglieder Gesundheits-, Freizeit- und Leistungssport. Der Verein ist Mitglied im Deutschen Turner-Bund und im Deutschen Olympischen Sportbund.
Die Aachener TG hat ihren Stammsitz in der vereinseigenen Sportanlage „Am Chorusberg“, die aus einem Sportplatz, einem Vereinsheim mit Fitness- und Sanitärräumen sowie einem Bistro und Büroräumen besteht.

## Geschichte

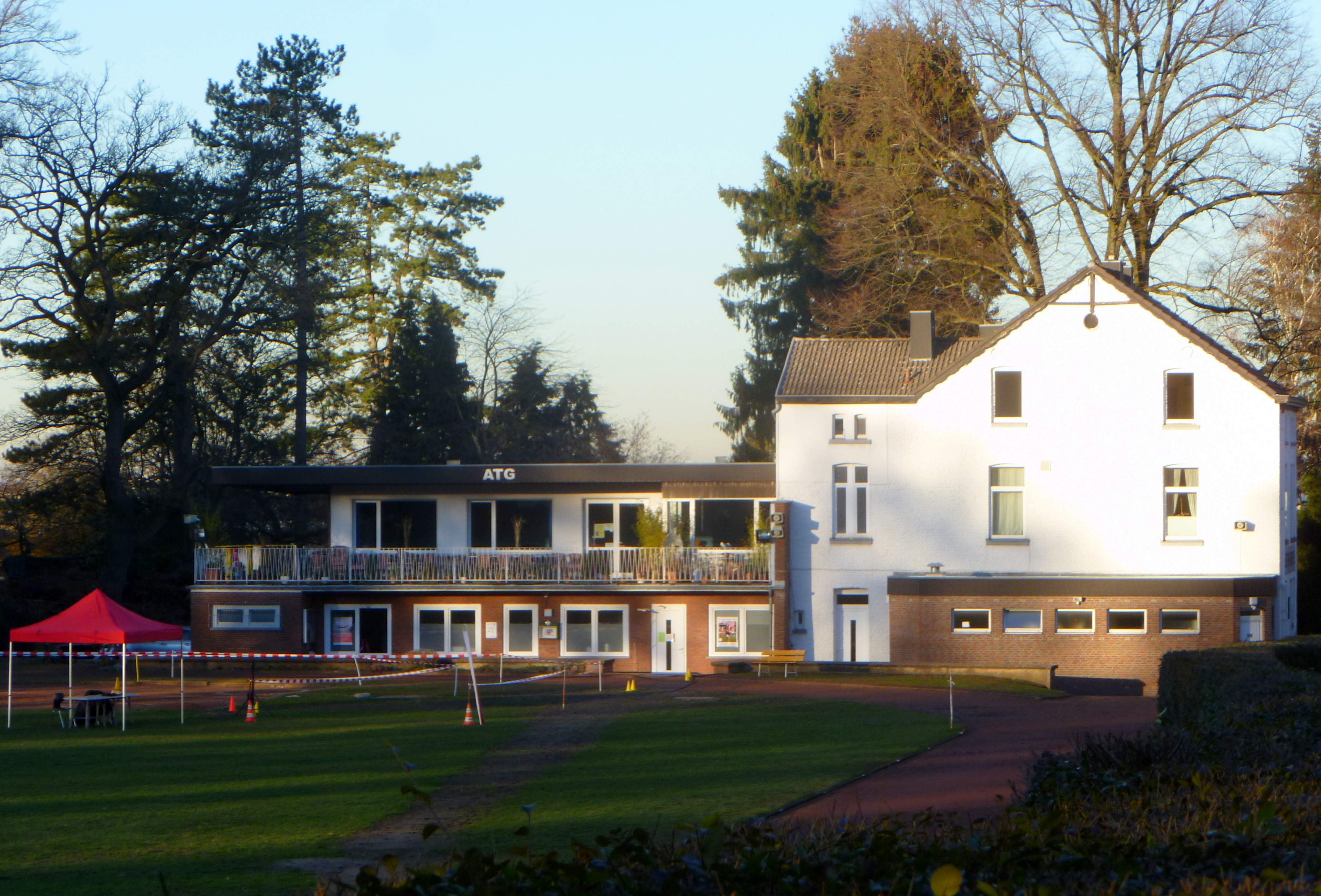
ATG-Haus Chorusberg

Nach dem „Aachener Turnverein von 1847 e. V.“ war es 1864 die ATG, die dem in diesem Jahr gegründeten Dachverband „Turngau Aachen 1864 e. V.“ beitrat. Ein Jahr später erhielten die Mitglieder einen Turnerpass, der sie dazu berechtigte, an Wettkämpfen teilzunehmen, die zu jener Zeit oftmals als Freiluftveranstaltungen durchgeführt wurden. Am 25. September 1885 fand die offizielle Gründung der Vorturnerschaft statt und zwei Jahre später kam es zum Aufbau einer Jugendabteilung.
Ab der Jahrhundertwende weitete der Verein sein Angebot aus und bot ab dem Jahr 1900 erstmals Fußball und ab 1903 Faustball an. 1907 richtete die ATG eine Altherren-Abteilung und 1912 eine Frauen-Abteilung ein. Im Jahr 1919 trat der 1906 als „BC Amicitia“ gegründete „Aachener Sportverein (ASV)“ der ATG bei, wodurch sowohl Hockey als auch Handball – in den Anfangsjahren meist als Feldhandball – neu angeboten werden konnte. Ein Jahr später wurde eine Mädchen-Abteilung aufgebaut und die ATG in das Vereinsregister eingetragen. Noch im gleichen Jahr erwarb der Verein ein Grundstück mit Sportplatz am Chorusberg, das nach entsprechenden Um- und Ausbaumaßnahmen am 1. Oktober 1921 eingeweiht werden konnte und seitdem als sportlicher und sozialer Treffpunkt sowie ab 1968 als Geschäftsstelle dient.
1923 trat das 500. Mitglied der ATG bei und die Handballer organisierten sich zu einer eigenen Abteilung. Zugleich wurde zum 31. Dezember 1923 die Fusion mit dem ASV einvernehmlich aufgelöst, woraufhin 72 Sportler aus der ATG austraten und den „Aachener Sportverein Schwarz-Rot 06 e. V.“ gründeten. Lediglich die Hockeyabteilung verblieb bis auf Weiteres noch bei der ATG. Am vereinseigenen Sportplatz wurden für die Durchführung der Ballsportarten und Sportspiele weitere Umgestaltungen erforderlich, die am 31. Mai 1926 mit der offiziellen Platzeröffnung beendet wurden. Zudem konnten nunmehr den an den leichtathletischen Disziplinen interessierten Sportlern bessere Möglichkeiten zum Training und Wettkampf angeboten werden.
Die Machtergreifung Hitlers am 30. Januar 1933 hatte auch Auswirkungen auf das Vereinsleben der ATG. Nach einem großen Wechsel in der Vereinsführung wurde die ATG 1934 mit der Ausrichtung des Rheinischen Landesturnfestes in Aachen beauftragt. Ein Jahr später gründete sich im Verein eine Box-Abteilung, die jedoch keinen dauerhaften Bestand hatte. Zugleich wurde aufgrund staatlicher Anordnungen die Kindergruppen unter 10 Jahren aufgelöst und die Jugendarbeit im Verein verboten. Die 10- bis 14-jährigen Jugendlichen mussten stattdessen in das Deutsche Jungvolk überführt werden. Im Verlauf des Zweiten Weltkrieges wurde im September 1944 die Evakuierung von Aachen angeordnet, woraufhin der befreundete „Wald-Merscheider Turnverein 1861“ die Patenschaft für die ATG übernahm und somit viele Vereinsmitglieder der ATG im Bergischen Land unterkommen konnten.
Nach dem Krieg kehrten die meisten Mitglieder nach Aachen zurück, wählten im Februar 1946 zunächst einen kommissarischen und im Oktober einen regulären neuen Vorstand, der die Bestätigung vom Amtsgericht und 1947 die Genehmigung durch die bis 1949 amtierende Militärregierung erhielt. Jetzt konnte das Vereinsleben wieder voll aufgenommen und 1951 durch eine neue Basketball- und Fecht-Abteilung ergänzt werden. 1953 erwarb die ATG ein Wald- und Wiesengrundstück im Vichtbachtal zwischen Mulartshütte und Zweifall, auf dem sie ein Landjugendheim mit Freizeitsportanlagen errichtete, das im Juni 1957 eingeweiht wurde.
Anlässlich des 100-jährigen Bestehens im Jahr 1962 wurde das Vereinsheim auf dem Chorusberg grundlegend ausgebaut und erweitert, um den mittlerweile mehr als 1000 Mitgliedern einen zentralen Treffpunkt und eine entsprechende Versorgung mit Getränken und kleinen Speisen zu bieten. 1963 wurde der ATG-Winterlauf ins Leben gerufen, der seitdem jährlich ausgetragen wird und von dem Landjugendheim im Vichtbachtal zum Stammplatz auf dem Chorusberg mit einer Länge von 18,2 km verläuft. Gleichzeitig lief der Ausbau des Vereins weiter und 1966 kam es daraufhin zur Bildung einer Volleyballgruppe und 1967 zu einer Mutter- und Kindgruppe. Ein Jahr später wurde offiziell die Geschäftsstelle auf dem Chorusberg Nr. 10 mit einer nebenamtlichen Leiterin eingerichtet.
1975 gründete sich im Verein eine Volleyball-Abteilung mit Anschluss an den Deutschen Volleyball-Verband, deren 1. Herrenmannschaft es im Jahr 1982 bis in die Oberliga und deren 1. Damenmannschaft es im gleichen Jahr bis in die Verbandsliga schaffte. Im gleichen Jahr glückte zudem der 1. Herrenmannschaft im Handball der Aufstieg in die Oberliga. Im Verein waren mittlerweile mehr als 1500 Mitglieder aktiv, die 1985 durch die Einführung einer Volkstanzgruppe ergänzt wurden.
In den nächsten Jahrzehnten kam es zu erheblichen strukturellen Veränderungen in der Aachener Turn Gemeinde. Der Verein konzentrierte sich verstärkt auf die erfolgreichen und beliebten Sparten Leichtathletik, Turnen, Volleyball und Basketball und nahm Fußball und Hockey und zuletzt Handball aus dem Sportangebot heraus und veräußerte das Jugendheim im Vichtbachtal. Zugleich öffnete sich der Verein zunehmend dem allgemeinen Gesundheits- und Freizeitsport und es entstanden die neuen Abteilungen für Fitness, GESUFIT (Gesundheits- und Fitnesskurse) und Jedermann. Seitdem pendelt sich die Mitgliederzahl des Gesamtvereins konstant bei etwas über 1000 festen Mitgliedern ein.
Anlässlich der Feierlichkeiten zum 150-jährigen Vereinsjubiläum im Jahr 2012 erhielt die ATG das Jahn-Schild des Deutschen Turner-Bundes.

## Abteilungen

### Basketball
Seit ihrer Gründung im Jahr 1951 bildet die Basketballabteilung eine feste Größe in der ATG. Vier Herrenmannschaften und fünf Jugendmannschaften treten mittlerweile in den unterschiedlichen Ligen an, wobei sich die 1. Herrenmannschaft seit 2014 in der Landesliga 1 behauptet und die 2. Mannschaft in der Bezirksliga verweilt. Die 3. Mannschaft läuft in der Kreisliga auf, die 4. Mannschaft in der Kreisklasse und bildet dabei das „Perspektivteam“ aus Herren und Jugendlichen, die sich aus den Jugendklassen rekrutieren.
Den Unterbau der Herrenmannschaften bilden die Jugendmannschaften U12 bis U18, die in den Jugendkreisligen spielen und zu denen 2015 aufgrund großer Nachfrage noch eine U10-Mannschaft gebildet wurde.
Bereits seit vielen Jahren nehmen Mitglieder der Basketballabteilung an der jährlichen „NRW-Streetball-Tour“ teil, die seit 1994 in mehreren Städten von Nordrhein-Westfalen stattfindet und in unterschiedlichen Kategorien vom Westdeutschen Basketball-Verband ausgerichtet wird. Sie steht unter der Schirmherrschaft des Ministeriums für Familie, Kinder, Jugend, Kultur und Sport des Landes Nordrhein-Westfalen und wird unterstützt von der Sportjugend des Landessportbundes NRW und der AOK Rheinland/Hamburg. In den Jahren 2011 und 2012 war die ATG Ausrichter der Eröffnungsveranstaltung.

### Fitness
Die Abteilung Fitness richtet sich überwiegend an ältere Mitglieder, die ohne Leistungsstress und Wettbewerbe etwas für ihr persönliches Wohlbefinden in Form von moderatem Muskelaufbau und allgemeiner Ausdauer tun wollen. Das altersgerechte Training findet im Fitnessraum auf dem vereinseigenen Gelände oder im nahen Aachener Wald statt und besteht aus einem Herz-Kreislauftraining, Problemzonentraining und Entspannungstechniken.

### GESUFIT
In der Abteilung GESUFIT (Gesundheit und Fitness) werden von der ATG über 40 öffentliche Gesundheits-Kurse für Mitglieder und Nichtmitglieder angeboten, die zum Teil von den jeweiligen Krankenkassen mitgetragen werden. Die beliebtesten Kurse sind Wassergewöhnung und Schwimmunterricht für Kinder, Bewegungsprojekte mit Kindertagesstätten und Grundschulen, Aquafitness, Fitnesskurse, Bodystyling, Ausgleichsgymnastik, Power-Bodytraining, Indoor- und Outdoor-Fitness für Männer, Wirbelsäulengymnastik, Yoga, Walking und Nordic-Walking, Badminton und viele mehr.
Im Rahmen von Rehabilitationsmaßnahmen stehen Kurse für orthopädisch Erkrankte, für Patienten mit einer peripheren arteriellen Verschlusskrankheit und für Herzinfarktpatienten sowie für Patienten in der Krebsnachsorge auf dem Programm. Die Rehabilitationssportangebote werden gemäß der Vereinbarung über den Rehabilitationssport §44 SGB IX anerkannt und die Teilnehmer können ihre Gebühren zurückerstattet bekommen.
Die meisten Kurse finden, sofern sie nicht auf dem Vereinsgelände durchgeführt werden können, in von der Stadt Aachen und Schulen zur Verfügung gestellten Übungsräumen sowie in Turn- und Schwimmhallen statt.

### Jedermann
Die Jedermann-Abteilung ging in den 1970er-Jahren aus der Leichtathletik-Abteilung hervor, um ein Angebot für die Zeit nach der aktiven Wettkampfphase zu bieten. Im Rahmen der Trimm-dich-Bewegung des Deutschen Sportbundes wurden spezielle Sportstunden für Damen und Herren eingerichtet, die sich an interessierte Mitglieder jenseits des 40. Lebensjahr, im Besonderen an Rentner und Pensionäre richtet und unter anderem einen geselligen Charakter haben. Angeboten werden im Bereich der Vereinsanlagen ganzjährig Gymnastik, Rückenschule, Nordic Walking und leichtes Jogging.
Darüber hinaus wird einmal im Monat sowohl für Mitglieder als auch für Nichtmitglieder die Abnahme der Prüfungen zum Erwerb des Deutschen Sportabzeichens auf der Anlage Am Chorusberg angeboten.

### Leichtathletik
Die Leichtathletik-Abteilung ist mittlerweile das Aushängeschild des Vereins und hat im Laufe der Vereinsgeschichte eine stattliche Anzahl an Spitzensportlern hervorgebracht. Mehrere Deutsche Meister, Deutsche Jugendmeister und mit André Collet bisher einen Weltmeister sowie viele Einzel- und Mannschaftssieger bei renommierten Sportfesten und Laufwettbewerben führt der Verein in seiner Statistik. Einige bekannte Olympiateilnehmer wie beispielsweise Anke Feller und Ingrid Thyssen haben ihre ersten Jahre in der ATG verbracht und dort die Basis für ihren späteren Erfolg gelegt. Die meisten Spitzensportler sind jedoch geblieben, wodurch die ATG vor allem in den Seniorenklassen der verschiedenen leichtathletischen Wettbewerbe regional und national große Erfolge feiern konnte. Jedoch wird weiterhin großer Wert auf die Nachwuchs- und Jugendarbeit gelegt, was sich immer wieder bei den verschiedenen regionalen und überregionalen Sportfesten und Meisterschaften in den Ergebnislisten der jeweiligen Altersklassen widerspiegelt.
Zugleich hat sich die Leichtathletik-Abteilung des Vereins eine hohe Anerkennung für die Ausrichtung mehrerer Laufwettbewerbe verschafft. So ist sie unter anderem seit 1963 Ausrichter des jährlich am dritten Advent stattfindenden ATG-Winterlaufs über 18,2 km vom ehemaligen Jugendheim im Vichtbachtal zum Chorusberg. Nur in den Jahren 1993 und 1994 wurde die Strecke versuchsweise auf die Halbmarathondistanz verlängert, aber schon 1995 kehrten die Ausrichter wieder auf die Traditionsstrecke zurück. Die Veranstaltung ist bundesweit ausgeschrieben und es dürfen aufgrund behördlicher Auflagen maximal nur 2500 Läufer und Läuferinnen teilnehmen. Bekannte Athleten wie beispielsweise Wolf-Dieter Poschmann, Günter Mielke, Detlef Uhlemann, Michael Spöttel, Herbert Steffny, Karl Fleschen und Martin Grüning bei den Männern sowie Birgit Lennartz-Lohrengel und Petra Maak bei den Frauen konnten bisher den Lauf gewinnen.
Zudem richtet die ATG seit 2006 jeweils im Februar auf dem eigenen Gelände und über benachbarte Wiesen den „Nobis Printen-Cross“ aus, der zugleich als Kreismeisterschaft gewertet wird und für die Schülerklassen als 4. Lauf des „Schüler-Waldlaufcups“ zählt. Des Weiteren wurde 2015 ein Herbstwaldlauf wahlweise über 10,6 oder 7,1 km als dauerhafte Veranstaltung ins Leben gerufen, der offen für alle ist und vom Vereinsheim aus über die Höhen des Aachener Waldes verläuft.
Neben den traditionellen jährlichen Sportfesten, Springer- und Sprinter- sowie Werfertagen hat der Verein seit 2012 vom DLC Aachen die Ausrichtung der international offenen Dreier-Bahnlaufserie im Aachener Waldstadion übernommen. Diese wurde jedes Frühjahr über 1500, 5000 und 10.000 Meter im Aachener Waldstadion angeboten und zugleich als Kreismeisterschaft gewertet. Schließlich führte die Leichtathletik-Abteilung 2015 die „Lauf-Challenge“ ein, die sich im Besonderen an die Vielseitigkeitsläufer richtet. Die Challenge ist eine separate Wertung, in der die Ergebnisse des Nobis Printen-Crosses, der Bahnlaufserie sowie des Herbst- und des Winterlaufs mit unterschiedlicher Gewichtung und nach einem festgelegten Punktesystem einfließen.
Um in den Mannschaftswertungen effektiver sein zu können, schloss sich im Jahr 2009 die Leichtathletik-Abteilung der ATG mit den Vereinen LC Herzogenrath und DJK Rasensport Aachen-Brand zur „Startgemeinschaft auxilia Aachen“ (StG auxilia Aachen) zusammen. In den Jahren 2013 und 2014 wurde diese Verbindung aufgelöst und ab 2015 in der neuen Zusammensetzung ATG, Alemannia Aachen (Leichtathletik) und TV Roetgen wieder aufgenommen. Diese bestand bis 2019. 
2024 schlossen sich die Aachener TG und Alemannia Aachen zur Leichtathletikgemeinschaft LG Aachen zusammen. Im Jahr 2025 kam der DLC Aachen hinzu.

### Turnen
Die Turn-Abteilung ist der Ursprung des Vereines und hat eine wechselvolle Geschichte hinter sich. Der erste bedeutende Turner des Vereins war Carl Schuhmann, der später bei den Olympischen Spielen 1896 vier Goldmedaillen gewann. Weitere Turner der ATG waren regelmäßig bei den alle fünf Jahre stattfindenden Deutschen Turnfesten vertreten, wo Gerd Zepf 1957 in München Sieger im „volkstümlichen Achtkampf“ wurde. Ein Jahr zuvor gewann die Sechzehner-Mannschaft der ATG den Gruppenwettstreit bei dem Rheinischen Landesturnfest in Bergisch Gladbach.
In der heutigen Zeit spielt das Turnen nicht mehr die Hauptrolle im Verein, obwohl es weiterhin zahlreiche Trainings-Angebote für Damen, Herren, Ehepaare, Mädchen und Jungen sowie Eltern-Kind-Turnen gibt. Darüber hinaus erweiterte die Turn-Abteilung ihr Sportangebot um Moderne Gymnastik, Funktionsgymnastik, Aerobic und Schongymnastik. Zusätzlich übernahm sie die ehemalige Faustballsparte und richtete eine Radsportgruppe ein.

### Volleyball
Die 1975 gegründete Volleyball-Abteilung besteht mittlerweile nur aus zwei Mannschaften: einer Mixed-Mannschaft, die am Ligabetrieb teilnimmt und eine Senioren-Mixed-Mannschaft, die die Sportart als reines Hobby betreibt. Die Liga-Mannschaft spielt seit einigen Jahren in der 3. Staffel von sechs des Volleyballkreises Aachen-Düren-Heinsberg. In früheren Zeiten waren die ATG-Volleyballer erfolgreicher, als beispielsweise 1982 die 1. Herrenmannschaft in die Oberliga und zugleich die 1. Damenmannschaft in die Verbandsliga aufstiegen. Die ATG kann mit den anderen Volleyballvereinen Aachens nicht mithalten, da diese spezialisierter sind, über eine günstigere Infrastruktur sowie über ein besseres Sponsoring verfügen.

## Aktive und ehemalige Leistungsträger (Auswahl)
- Christiane Brinkmann (* 1962), Leichtathletin, begann ihre Laufbahn in der ATG, später Weltrekordlerin mit der Staffel im 400-Meter-Lauf
- André Collet (* 1971), Deutscher Meister 2013 und 2016 sowie Alterklassen-Weltmeister im 100-km-Lauf 2012 und 2016[12]
- Matthias Flohr (* 1982), Handballer, begann seine Laufbahn in der ATG, später Bundesligaspieler
- Anke Feller (* 1971), Leichtathletin, begann ihre Laufbahn in der ATG, später Weltmeisterin 1997 und Europameisterin 1998 mit der Staffel im 400-Meter-Lauf
- Nico Fuchs (* 1995), Leichtathlet und Deutscher Meister mit der Mannschaft im Marathonlauf 2023[13]
- Wolfgang Glöde (* 1942), Langstreckenläufer, 1967 sechster Platz bei den Deutschen Leichtathletik-Meisterschaften in Stuttgart über 10.000 m (30:18,6 min), 1970 Gewinner des ersten ATG-Winterlaufs (56:25 min). 1971 dritter Platz beim Paderborner Osterlauf über 25 km (1:18:12 h), dritter Platz bei den Deutschen Hochschulmeisterschaften in Berlin über 5000 Meter (13:56,2 min PB), vierter Platz bei den Leichtathletik-DM in Stuttgart über 10.000 Meter (30:25,2 min) und zweiter Platz beim Marathonlauf in Bensberg-Refrath (2:19:59,8 h PB).[14] Scheiterte 1972 knapp an der Nominierung zum 10.000-Meter-Lauf für die Olympiade in München, später Lauftrainer bei der ATG[15]
- Mussa Hudrog (* 1984), Leichtathlet und westdeutscher Meister mit der Mannschaft im Halbmarathon sowie Nordrhein-Meister im 10-km-Straßenlauf, mehrfacher Sieger des ATG-Winterlaufs[16], Libanesischer Meister im Crosslauf und Teilnehmer bei den Crosslauf-Weltmeisterschaften 2017.
- Rolf von der Laage (1932–2006), Leichtathlet und Sportfunktionär
- Maurice Müller (* 2000), Leichtathlet und Deutscher Meister mit der Mannschaft im Marathonlauf 2023[13]
- Philipp Nawrocki (* 1977), Leichtathlet und Deutscher Meister mit der Mannschaft im Marathonlauf 2010 und 2011 sowie Dritter in der Einzelwertung 2010, mehrfacher Sieger des ATG-Winterlaufs[17]
- Stefan Schnorr (* 1985), Leichtathlet und Deutscher Meister mit der Mannschaft im Marathonlauf 2010 und 2011[18]
- Carl Schuhmann (1869–1946), Turner, begann seine sportliche Laufbahn in der ATG, später vierfacher Olympiasieger 1896 in Athen
- Ingrid Thyssen (* 1956), Speerwerferin, begann ihre Laufbahn in der ATG, später achtfache Deutsche Meisterin und Olympiasechste in Seoul
- Gerd Zepf (1939–2016), Turner und Leichtathlet, Deutscher Meister 1957 im „gemischten Sechskampf“
- Lothar Wyrwoll (* 1992), Leichtathlet, Deutscher Meister mit der Mannschaft im Marathonlauf 2023[13], Deutscher Meister Biermeile 2023 und Deutscher Rekordhalter Biermeile (5:26 min, 29. Juli 2023, Leutershausen)[19]